# Pierre Berjole
Pierre Berjole, de son nom complet Pierre Louis Clément Marie Joseph Berjole, né le 20 mars 1897 à Saumur et décédé le 23 janvier 1990 à Nice, est un professeur de peinture, directeur d'école d'art, peintre, aquarelliste, illustrateur et décorateur français.
Il est né d'un père comptable et d'une mère institutrice. Il est parent avec Charles Berjole (1884-1924), poète et peintre angevin.
Pierre Berjole est membre du groupe d'artistes de Montparnasse, composé à l'époque de Jean-Baptiste Carpeaux, Paul Cézanne, Jean-Léon Gérome, etc. Il peint des paysages de plusieurs régions de France (Bretagne, Côte d'Azur, Corse, etc.), ainsi que des paysages des îles Baléares.  
Peintre, aquarelliste et dessinateur, il utilise aussi bien la peinture que le fusain.
Il s'installe en Tunisie et se tourne vers le style orientaliste. Il devient professeur d'art, puis directeur de l'École des beaux-arts de Tunis, succédant aux deux premiers responsables, Pierre Boyer et Jean Antoine Armand Vergeaud ; il a pour successeur Safia Farhat.
Il illustre des ouvrages, tels que le livre Sur l'air Angevin. 50 chansons populaires recueillies en Anjou de Marc Leclerc publié aux éditions La Lyre Chansonnière (Paris) en 1947.